# تشكيلات كرة القدم للرجال في الألعاب الأولمبية الصيفية 2008
هذه المقالة تعرض قوائم الفرق المشاركة في كرة القدم للرجال في الألعاب الأولمبية الصيفية 2008 في بكين في الصين، تضم قوائم كل فريق 18 لاعب، 15 لاعب منهم على الأقل يجب أن يكونوا من مواليد 1 يناير 1985 وأصغر وثلاثة لاعبين يجب أن يكونوا أكبر من 23 سنة، وعلى الأقل يجب أن يكون هناك حارسي مرمى (مع حارس مرمى اختياري زائد).

## المجموعة الأولى

### الأرجنتين
مدرب الفريق: سيرجيو باتيستا
1. أوسكار أوستاري
2. إزكويل غاراي
3. لوسيانو فابيان مونزون
4. بابلو زاباليتا
5. فيرناندو غاغو
6. فيدريكو فازيو
7. خوسيه إرنستو سوزا
8. إيفر بينيغا
9. إزكويل لافيزي
10. خوان رومان ريكيلمي
11. أنغيل دي ماريا
12. نيكولاس باريخا
13. لاوترو أكوستا
14. خافيير ماسكيرانو
15. ليونيل ميسي
16. سيرجيو أغويرو
17. دييغو بونانوتي
18. سيرجيو روميرو

### أستراليا
مدرب الفريق: غراهام أرنولد
1. آدام فيديريكي
2. جادي نورث
3. أدريان ليير
4. مارك ميليغان
5. ماثيو سبيرانوفيتش
6. نيكولاي توبور ستانلي
7. نيل كيلكني
8. ستوارت موسياييك
9. مارك بريدج
10. أرتشي تومبسون
11. ديفيد كارني
12. ترينت مككيلناهان
13. روبن زادكوفيتش
14. جايمس ترويزي
15. كريستيان ساركيز
16. بيلي سيليسكي
17. نيكيتا روكافيتسيا
18. تاندو فيلافي

### ساحل العاج
مدرب الفريق: جيرارد جيلي
1. فينسينت دي باول أنغبان
2. سيرجي واوا
3. دياراسوبا فييرا
4. سليمان بامبا
5. أنغوا برو بينيامين
6. هيرفي كامبو
7. كافومبا كوليبالي
8. سالومون كالو
9. فرانك دجا دجيجي
10. إيمانويل كوني
11. أنتوني مورا كومنمان
12. مامادو باغايوكو
13. غوي غنيكي أبراهام
14. غيرفينهو
15. مكيمي تاملا لادجي
16. كريستيان فابريس أوكوا
17. أنتوان نغوسان
18. سيكو سيسيه

### صربيا
مدرب الفريق: ميروسلاف دوكيتش
- 1 فلاديمير ستويكوفيتش
- 2 ماركو جوفانوفيتش
- 3 أليكساندر كولاروف
- 4 غويكو كاتشار
- 5 سلوبودان رايكوفيتش
- 6 بريدراغ بافلوفيتش
- 7 ميلان سميليانيتش
- 8 نيكولا غولان
- 9 دوردي راكيتش
- 11 دوشكو توشيتش
- 12 دوشات تاديتش
- 13 ليوبومير فيسا
- 14 ميليان مرداكوفيتش
- 15 أليكساندر زيفكوفيتش
- 16 نيناد توموفيتش
- 17 زوران توشيتش
- 18 ساشا ستامنكوفيتش
- 19 أندريا كالوديروفيتش

## المجموعة الثانية

### اليابان
مدرب الفريق: ياساهيرو سوريماكي
1. شوساكو نيشيكاوا
2. هاجيم هوسوغاي
3. مايا يوشيدا
4. هيرويوكي ميزوموتو
5. يوتو ناغاتومو
6. ماساتو موريشيغي
7. أتسوتو يوشيدا
8. كيسوكي هوندا
9. يوهي تويودا
10. يوهي كاجيياما
11. شينجي أوكازاكي
12. هيرويوكي تانيغوتشي
13. ميتشيهيرو ياسودا
14. شينجي كاغاوا
15. تاكايوكي موريموتو
16. تاكويا هوندا
17. تاداناري لي

### هولندا
مدرب الفريق: فوب دي هان
1. بيت فيلثويزن
2. جياني زفيرلون
3. ديرك مارسيلز
4. كيو ياليينز
5. إريك بيترز
6. كيس لويكس
7. جوناثان دي غوزمان
8. أوربي إيمانويلسون
9. روي مكاي
10. جيرالد سيبون
11. ريان بابل
12. هيدويغز مادورو
13. كالفن يونغ أبين
14. إيفاندر سنو
15. رويستون درينثي
16. روي برينز
17. عثمان بقال
18. كينيث فيرمير

### نيجيريا
مدرب الفريق: سامسون سياسيا
- 1 أمبروس فانزيكن
- 2 تشيبوزور أوكونكو
- 4 أونيكاتشي أبام
- 5 ديلي أديلي
- 6 مونداي جايمس
- 7 تشينيدو أوغبوكي
- 8 ساني كيتا
- 9 فيكتور أوبينا
- 10 بروميس إسحق
- 11 سولومون أوكورونكو
- 12 أولووافيمي أجيلور
- 13 أولوبايو أديفيمي
- 14 بيتر أديموينغي
- 15 إفي أمبروس
- 16 فيكتور أنيتشبي
- 17 إيمانويل إكبو
- 18 إيكوتشوكو إزينوا

### الولايات المتحدة
مدرب الفريق: بيوتر نوواك
1. كريس سيتز
2. مارفيل وين
3. مايكل أوروزكو
4. مايكل برادلي
5. داكس مكارتي
6. ماوريس إيدو
7. ستوارت هولدن
8. داني سزيتيلا
9. تشارلي دافيز
10. بيني فيلهابر
11. فريدي أدو
12. جوزي ألتيدور
13. باتريك إياني
14. روبي روجرز
15. مايكل باركهورست
16. ساتشا كليستان
17. برايان مكبرايد
18. براد غوزان

## المجموعة الثالثة

### بلجيكا
مدرب الفريق: جان فرانسوا دي سارت
1. لوغان بايلي
2. سيب دي روفر
3. فينسينت كومباني
4. توماس فيرمالين
5. سيباستيان بوكونيولي
6. مروان فيلياني
7. توم دي مول
8. فارس هارون
9. كيفن ميراليس
10. يان فيرتونغن
11. مارتن مارتنز
12. يفيز ماكابو ماكالامبي
13. لورين كيمان
14. لاندري موليمو
15. جيريون سيمايز
16. أنتوني فاند بور
17. ستيين دي سميت
18. موسى ديمبل

### البرازيل
مدرب الفريق: دونغا
1. دييغو ألفيز
2. رافينها
3. أليكس سيلفا
4. تياغو سيلفا
5. هيرنانيز
6. مارسيلو
7. أندرسون
8. لوكاس ليفا
9. أليكساندر باتو
10. رونالدينيو
11. راميريز
12. رينان
13. إليسينهو
14. برينو بورغيس
15. دييغو ريباس
16. تياغو نيفيز
17. رافائيل سوبيس
18. جو

### الصين
مدرب الفريق: يين تيشينغ
1. كيو شينغجونغ
2. تان وانغسونغ
3. فينغ زاوتينغ
4. يوان ويوي
5. لي ويفينغ
6. زهو هايبين
7. هاو جونمين
8. زهينغ زهي
9. غاو لين
10. هان بينغ
11. تشين تاو
12. كوي بينغ
13. شين لونغيوان
14. وان هوليانغ
15. جيانغ نينغ
16. زهاو زوري
17. دونغ فانغزهو
18. ليو زهينلي

### نيوزيلندا
مدرب الفريق: ستو جاكوبس
1. جاكوب سبونلي
2. آرون سكوت
3. إيان هوغ
4. كول بيفيرلي
5. ريان نيلسين
6. مايكل بوكسال
7. سيمون إليوت
8. كريغ هينديرسون
9. دانييل إلينسوهن
10. كريس كيلن
11. جيريمي بروكي
12. ستيفن أولد
13. شون فان روين
14. كول تينكلر
15. كريغ درابر
16. سام دينكينز
17. سام ميسام
18. ليام ليتل

## المجموعة الرابعة

### الكاميرون
مدرب الفريق: جوليس فريدريك نيونغا
1. أمور باتريك تيجنيمب
2. ألبرت بانينغ
3. أنتونيو غومسي
4. أندري بيكي
5. أليكساندر سونغ
6. ستيفان مبيا
7. مارك مبوا
8. جيوجيس ماندجيك
9. فرانك سونغو
10. كريستيان بيكامينغا
11. غوستاف بيبي
12. باول رولاند بيبي كينغي
13. نيكولاس نكولو
14. أوريلين تشيدجو
15. سيرجي نغال
16. جوسليان ماييبي
17. ألاين جونيور أولي أولي
18. أليكس إينام

### هندوراس
مدرب الفريق: جيلبرتو ييروود
1. كيفن هيرنانديز
2. كويارول أرزو
3. ديفيد مولينا
4. سأمويل كاباليرو
5. إريك نوراليس
6. أندريس موراليس
7. إميل مارتينز
8. ريغوبيرتو باديلا
9. كارلوس بافون
10. رامون نونيز
11. لويس روداس
12. جورجي كلاروس
13. هيندري توماس
14. جيفيرسون بيرنانديز
15. لويس لوبيز
16. مارفين سانشيز
17. ديفيد ألفاريز
18. أوبيد إنامورادو

### إيطاليا
مدرب الفريق: بييرلويجي كاسيراجي
1. إيميليانو فيفيانو
2. ماركو موتا
3. باولو دي تشيغلي
4. أنتونيو نوتشيرينو
5. لوكا تشيغاريني
6. دومينيكو كريستشيتو
7. ريكاردو مونتوليفو
8. كلاوديو ماركيسو
9. توماسو روكي
10. سيباستيان جيوفينكو
11. جيوسيبي روسي
12. دانييل دوسينا
13. أندريا كودا
14. روبرت أكوافريسكا
15. سالفاتوري بوكيتي
16. لورينزو دي سيلفيستري
17. إغنازيو أباتي
18. أندريا تشونسيغلي

### كوريا الجنوبية
مدرب الفريق: بارك سونغ هوا
1. جونغ سونغ ريونغ
2. شين كوانغ هون
3. كانغ مين سو
4. كيم تشانغ سو
5. كيم جين كيو
6. أوه جانغ أون
7. كيم جونغ وو
8. بارك تشو يونغ
9. لي تشونغ يونغ
10. كي سونغ يونغ
11. كيم سيونغ يونغ
12. بايك جي هون
13. كيم كون هوان
14. تشو يونغ تشيول
15. لي كيون هو
16. سونغ يو غيول